# Colonia Dolores
Colonia Dolores es una localidad argentina, ubicada en el departamento San Justo de la provincia de Santa Fe.
Se encuentra a 160 km de la ciudad capital provincial Santa Fe. Recibió estatus de Comuna el 24 de noviembre de 1994.

## Población
Cuenta con 557 habitantes (Indec, 2010), lo que representa un descenso frente a los 562 habitantes (Indec, 2001) del censo anterior.
| Gráfica de evolución demográfica de Colonia Dolores entre 1991 y 2010 |
|                                                                       |
| Fuente: Censos nacionales del INDEC                                   |

## Santo Patrono
- Santo Cristo, festividad: 14 de septiembre

## Educación
- Escuela primaria N.º 430 Gral. José de San Martín
- Escuela de educación secundaria orientada N.º 714, creada por el Decreto 3398/19 del día 7 de noviembre de 2019.

## Salud
- Centro asistencial provincial

## Comunidadmocoví
El 90 % de los habitantes de Dolores pertenecen al pueblo originario mocoví.